# Elattoneura analis
Elattoneura analis är en trollsländeart som först beskrevs av Selys 1860.  Elattoneura analis ingår i släktet Elattoneura och familjen Protoneuridae. Inga underarter finns listade i Catalogue of Life.